# رغل سهمي
رغل سهمي (الاسم العلمي: Atriplex sagittata) هو نوع نباتي يتبع جنس الرغل من فصيلة القطيفية.